# Frode Olsen
Frode Olsen (Stavanger, 12 ottobre 1967) è un ex calciatore norvegese, di ruolo portiere.

## Palmarès

### Club
- Campionato norvegese: 1

Rosenborg: 1990
- Coppa di Norvegia: 1

Rosenborg: 1990

#### Individuale
- Portiere dell'anno del campionato norvegese: 3

1997, 1998, 1999